# Ифианасса
Ифиана́сса (др.-греч. Ἰφιάνασσα) — в греческой мифологии имя нескольких мифических героинь.
Из них наиболее известна дочь Агамемнона, упоминаемая у Гомера, в числе других его дочерей, из которых он любую предлагает в жены Ахиллу, желая примириться с ним. Обычно её отождествляют с Ифигенией. Автор «Киприй» называет четырех дочерей Агамемнона, отличая Ифианассу и Ифигению.